# 27e régiment d'infanterie coloniale mixte sénégalais
Le 27e régiment d'infanterie coloniale mixte sénégalais (27e RICMS) est une unité des troupes coloniales françaises, formées de tirailleurs sénégalais. Elle combat en juin 1940 pendant la bataille de France.

## Historique
Le régiment est formé au camp de Souge le 5 juin 1940. Commandé par le colonel Kerné, il est destiné à rejoindre une future 9e division d'infanterie coloniale, qui ne sera finalement pas créée en 1940.
Le régiment part en train pour Cherbourg le 14 juin. Le IIe bataillon débarque à Saint-Sauveur-le-Vicomte le 17. Le 27e RICMS est rattaché à un groupement constitué avec un bataillon du 208e RI, d'un du 329e RI et de marins, qui fait face à la 7e Panzerdivision du général Rommel. Il défend La Haye-du-Puits et La Croix Blondel (commune de Besneville) le 17. Le 18, une tentative de contre-attaque avec six sections vers Saint-Sauveur-de-Pierrepont et Denneville depuis Saint-Sauveur-le-Vicomte est repoussée par deux chars allemands. Le bataillon tient sa position jusqu'au 19, où il  reçoit l'ordre de se rendre et est capturé.
Envoyés par erreur le 17 à la gare Saint-Laud d'Angers au lieu de Dangé dans la Vienne, les deux bataillons sont bombardés et une vingtaine de tirailleurs auraient été tués. Ils combattent aux Ponts-de-Cé le 19, puis dans la région de Thouars le 21 et à Argenton-sur-Creuse le lendemain.